# Lo Palaut
Lo Palaut és un indret de camps de conreu, actualment parcialment abandonats, del terme municipal de Conca de Dalt, a l'antic terme de Toralla i Serradell, al Pallars Jussà, en territori que havia estat del poble de Serradell.
Està situat a ponent de Serradell, al nord del Camí de Can Llebrer. És a llevant de lo Seix, al nord-oest de Llinars i al sud de les Roques de la Bou.